# Leipzig (könnyűcirkáló)
A Leipzig német könnyűcirkáló volt a második világháború előtt és alatt. A Leipzig osztály, melybe maga a Leipzig és testvérhajója a Nünberg tartozott, erről a hajóról kapta nevét. Ez a negyedik német hajó, amely Leipzig (Lipcse) város nevét viseli.
A hajót Wilhelmshaven-ben építették és 1929. október 18-án bocsátották vízre. A spanyol polgárháború alatt a Leipzig számos őrjáratban vett részt, melyek a nemzetközi tengeri blokád részei voltak.
1939. december 13-án a Brit Királyi Haditengerészet Salmon nevű tengeralattjárója megtorpedózta, melynek következtében súlyosan megsérült. Két megrongálódott kazántermet lakókabinként hozták rendbe, és a Leipzig-et átalakították kiképzőhajóvá. 1940. december 1-jén ismét hadrafogták. Mikor Németország megtámadta a Szovjetuniót 1941 júniusában (Barbarossa hadművelet) a Leipzig is részt vett a Balti-tengeren fekvő Ösel és Dagö szigetek ágyúzásában, mielőtt ismét kiképzőhajóként szolgált volna. A Leipzig továbbra is a Balti-tengeren maradt, és 1944. október 15-én a Prinz Eugen nehézcirkáló az oldalának ütközött a nagy köd miatt. Ennek következtében a hajó súlyosan megsérült, és gyakorlatilag mozdíthatatlanná vált, de továbbra is szolgált kiképző-, légvédelmi- és lakóhajóként. 1945 márciusában az előretörő szovjet csapatokat ágyúzta Gdynia közelében, de március végén átkerült Apenrade-ba.
A háború végén a Leipzig megadta magát a briteknek, majd Wilhelmshavenbe hajózott. 1946. december 16-án, elsüllyesztették az Északi-tengeren.

## Parancsnokok
- Hans-Herbert Stobwasser – 1931. október 8. – 1933. szeptember 24.
- Otto Hormel – 1933. szeptember 24. – 1935. szeptember 29.
- Otto Schenk – 1935. szeptember 29. – 1937. október 1.
- Werner Lowisch – 1937. október 1. – 1939. április 3.
- Heinz Nordman – 1939. április 3. – 1940. február 24.
- HADRENDBŐL KIVONVA – 1940. február 27. – 1940. december 1.
- Werner Stichling – 1940. december 1. – 1942. augusztus 30.
- Friedrich Trugott Schmitt – 1942. augusztus 30. – 1942. szeptember 25.
- Waldemar Winther – 1942. szeptember 25. – 1943. február 18.
- Joachim Asmus – 1943. február 18. – 1943. március 4.
- HADRENDBŐL KIVONVA – 1943. március 4. – 1943. augusztus 1.
- Walter Hulsemann – 1943. augusztus 1. – 1944. augusztus 25.
- Heinrich Sporel – 1944. augusztus 25. – 1944. november
- Hagen Kusfer – 1944. november – 1945. január
- Walter Bach – 1945. január – 1945 december

## Külső hivatkozások
- Német Tengerészet Történelme – Leipzig könnyűcirkáló (angol)
- Leipzig fotógaléria (angol)